# Шиншилові
Шиншилові (Chinchillidae) — родина ссавців ряду гризуни. Представники родини мешкають на незначній площі Південної Америки, територіально це такі країни: Аргентина, Болівія, Чилі, Перу, Парагвай. Більшість з видів занесені у Червоний список МСОП. Шиншилові мають м'яке густе хутро, є об'єктами розведення і полювання. Зустрічаються як на рівнинах з невеликою висотою над рівнем моря так і на високогір'ях Анд, аж до висот 5000 м.

## Опис
Члени цеї родини — середніх (500 грам) і великих розмірів (8 кг) гризуни з товстим, м'яким хутром; добре розвиненими задніми кінцівками, які довші, ніж передні кінцівки; великими очима; і помірно великими вухами. Їх хвости пухнасті, від короткого до приблизно 1/3 довжини тіла; у видів з найдовшим хвостом (Lagostomus), тим не менш, хвіст легко ламається і часто частково втрачається. Тварини мають м'ясисті подушечки, підошви не пухнасті. Передні лапи мають чотири пальці, які використовується для захоплення. Число пальців на задніх лапах — 4 у Lagidium та Chinchilla (кігті на пальцях слабо розвинені) і 3 в Lagostomus (сильні кігті), які спеціалізуються на копанні. Lagostomus мають яскравий чорно-білий малюнок на обличчі, відсутній у інших видів; тіла всіх сірі або сіро-коричневі на спинних і блідіші на черевних частинах тіла. Зубна формула: 1/1, 0/0, 1/1, 3/3 = 20. Всі шиншилові мають досить тонкі різці.

## Поведінка
Члени цієї родини часто стрибати на двох ногах, але в основному вони рухаються на всіх чотирьох кінцівках. Chinchilla і Lagidium живуть в гірських, скелястих районах, де вони рухаються з великою спритністю і не є сильними копачами. Lagostomus живуть у великих рівнинних районах Аргентини, від Чако на півночі до Патагонії на півдні країни. Вони — чудові копачі, які будують великі системи нір. Ця їх звичка не до вподоби власникам ранчо, чиїм тваринам не раз доводилося ламати ноги, коли вони необачно ступали в отвори нір.
Усі шиншилові колоніальні, що живуть у групах, чисельністю від кількох до кількох сотень особин. Lagidium і особливо Lagostomus мають досить великі репертуари вокалізації, які використовуються в соціальних взаємодіях. На жаль, Chinchilla практично зникли в дикій природі, то ж мало відомо про їх поведінку в природних умовах. Lagidium і Lagostomus теж рідкісні,  у результаті, жоден з видів цеї родини не був ретельно вивчений у природних умовах. Всі в основному вегетаріанці. 

## Класифікація
Родина включає три роди нині живучих тварин: шиншили, гірські віскачі, рівнинні віскачі, а також викопних тварин.
- Підродина Chinchillinae
  - Рід Chinchilla (Шиншила)
  - Рід Lagidium (Гірські віскачі)
- Підродина Lagostominae
  - Рід Lagostomus (Рівнинні віскачі)

## Галерея

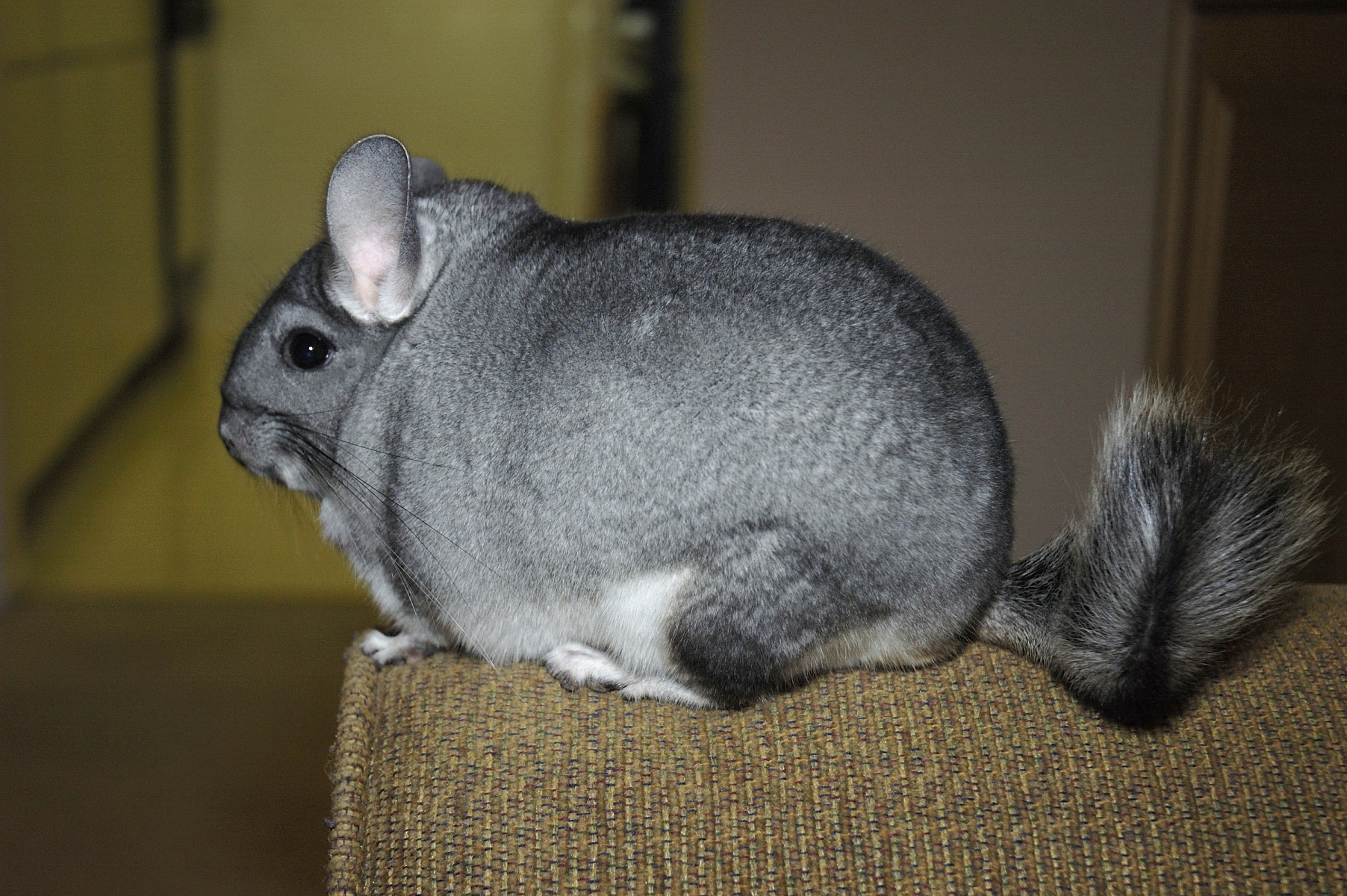
Chinchilla lanigera — типовий вид роду Chinchilla
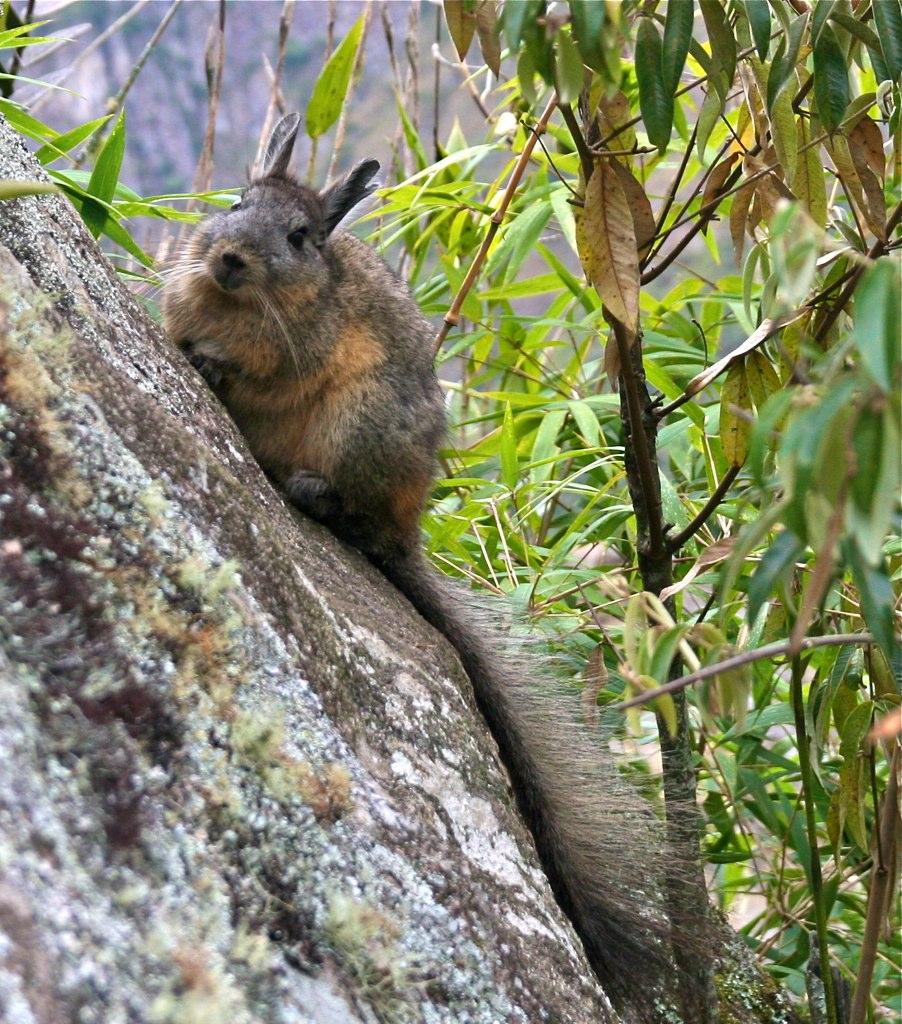
Lagidium peruanum — типовий вид роду Lagidium
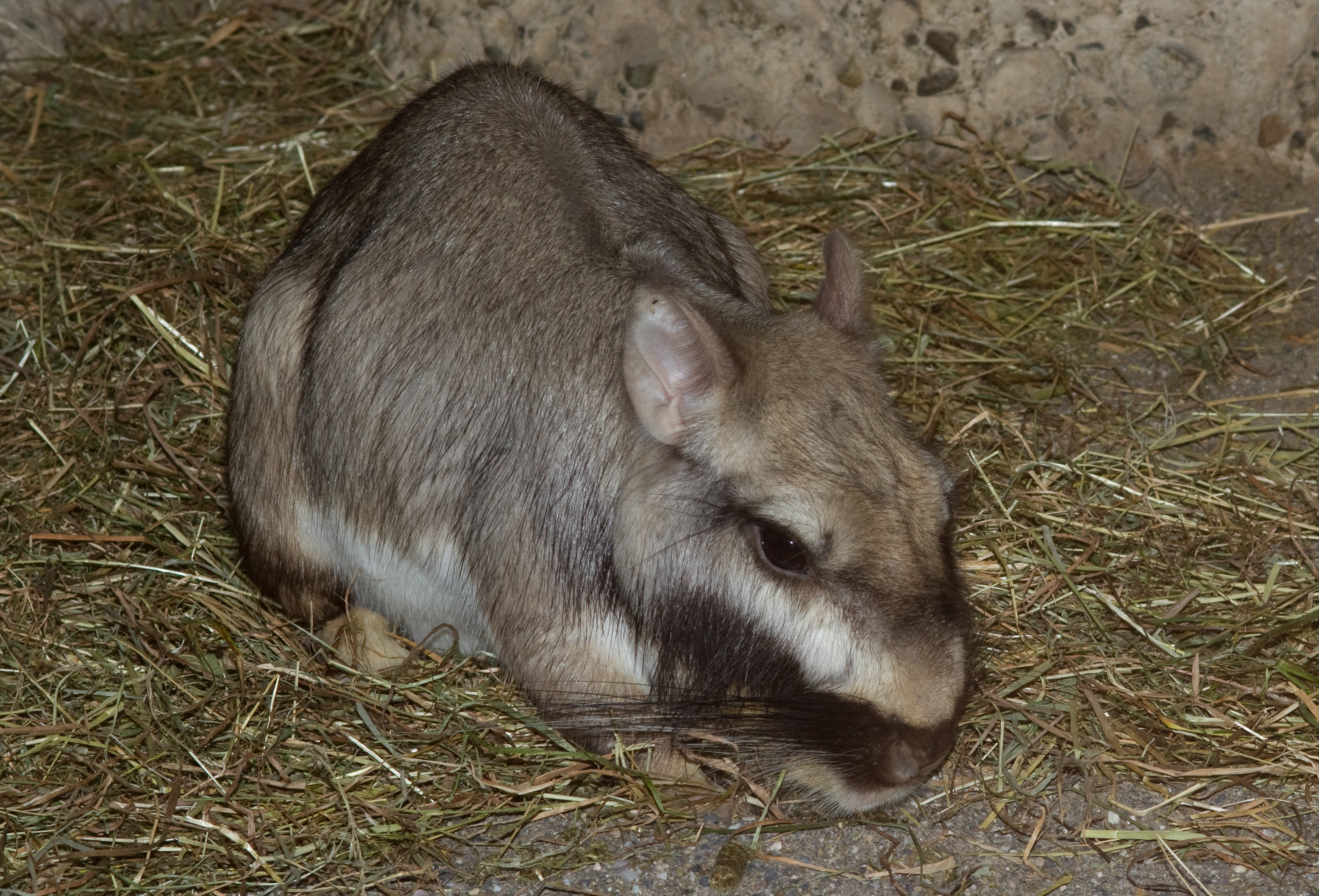
Lagostomus maximus — типовий вид роду Lagostomus